# Milagros de Navidad
Milagros de Navidad est une série télévisée mélodramatique d'anthologie américaine produite par Telemundo Studios et diffusée entre le 27 novembre et le 22 décembre 2017 sur Telemundo.
La série est composée de chapitres indépendants qui ont pour fil conducteur les conflits que les immigrants latins vivent aux États-Unis pendant la période de Noël. La première bande annonce de la série a été lancée sur Telemundo le 23 novembre 2017, lors de la diffusion du défilé de Thanksgiving Day de Macy.

## Synopsis
Chaque épisode correspond à un chapitre qui dépeint ses protagonistes dans des situations qui peuvent être difficiles, mais le bonheur, l'unité familiale et la foi triompheront toujours grâce à un miracle de Noël.

## Chapitres et Distribution
1. Au revoir Soledad
- Sonya Smith : Soledad
- Alejandro Speitzer : Randolfo Méndez "Randy"
- Gabriel Valenzuela : Tomás
- Carlos Guerrero : Douglas Méndez
- Fabián Hernández : Tuerto
- Gabo López : Lucas Alaya
- Alma Itzel Méndez : Gema

2. Jésus est né en Californie
- Carmen Aub : Mariana Ramírez
- Lambda García : Amaro Carpio
- Tony Garza : Jiménez
- Aaron Alonso : Misael
- Carlos Alvarez : Officier Baltasar
- Alejandro Antonio : Père de Gaspar
- Sergio García : Antonio
- David González : Immigrant
- Ian Inigo : Juanito
- Paloma Morales : Ana
- Geraldine Moreno : Immigrant
- Ricardo Martín Olivera : Dr Melchor
- Gustavo Ramirez : Agent d'immigration
- Hansel Ramirez : Travailleur

3. Ne pas l'expulser
- Christian Adrián : Andrés Rodríguez
- Ximena Duque : Lucia
- Héctor Soberón : Juge Márquez
- Rodrigo de la Rosa : Ramón Rodríguez
- Dante Bartolotta : Police
- Willy Martín : Juan

4. Promesse de Noël
- Gabriel Rossi : Daniel García
- Lupita Ferrer : Señora María Collins
- Mariet Rodríguez : Diana Collins
- Carlos Santos : Jorge Collins
- Ahrid Hannaley : Casey
- Nicolás Maglione : Ángel García
- Diana Franco : Gloria
- Osvaldo Strongoli : Paul
- Eduardo Wasveiler : Licencié

5. Seul
- Daniela Navarro : Carmen
- Noah Rico : Toño
- Mikhail Mulkay : le mari de Claudia
- Wanda D'Isidoro : Claudia
- Ricardo Chávez : Álvaro
- Jorge Council : Juillet
- Salim Rubiales : Ami d'Álvaro

6. Le miracle de l'enfant Diego
- Litzy : Mónica
- Martín Fajardo : Diego Johnson
- Ana Wolferman : Gabriela Johnson
- Kevin Cabrera : Felipe Johnson
- Raúl León : Police officielle
- Alberto Pujol : Le camionneur
- Pamela Restrepo : Stephanie
- Rodolfo Salas : M. Johnson
- Esteban Villareal : Prêtre

7. Au revoir Benjamin
- Leo Deluglio : Benjamin Sánchez
- Vivianne Ligarde : Eliana Sánchez
- Eduardo Román : Victor Valdéz
- Rebeca Badia : Cristina
- Carolina Alaya : Jennifer Valdez
- Carlos Alfredo Jr. : Ami
- Licia Alonso : Mercedes "Meche"
- Sofia Checchi : Mariana
- Feodor Falcon : John
- Yaret Lora : Samantha
- Miguel Melo : Armando
- Carola Parmejano : Alejandra
- Roman Phillips : Ramiro
- Orlando Pineda : Juan Carlos
- John Solis : Marcos

8. Murs d'ouverture
- Jorge Luis Pila : Rafael
- Vanessa Villela : Margaret Anderson
- Bibiana Navas : Elsa Benítez
- Kiara Beltran : Mandy
- Emanuel Gironi : George
- Laura Ibeth : Martha
- Elisa Nieto : Voisin
- Stephanie Rojas : Latina

9. Le plus beau cadeau
- Paulo César Quevedo : Rubén López
- Ana González : Ana "Anita" González
- Carlos Gastellum : Père Elias
- Martha Pabón : Isabel
- Samantha Lopez : Marisol López
- Flor Elena González : Irina Bastidas
- Xavier Coronel : Fernando Díaz
- Nathalia Lares : Juana "Juanita"
- Randolph Melgarejo : Police des glaces
- Yamil Sesin : Horacio Pestana

10. Noël dans la salle d'urgence
- Gloria Peralta : Marina Fernández
- Adrián Carvajal : Homero Fernández
- Laura Vieira : Gloria López
- Gaby Borges : Leticia
- Simone Marval : Eliza
- Claudio Giúdice : Perry Perry
- Kevin D. Miller : Voisin
- Rubén Morales : Médecin

11. Le cauchemar de Candelaria
- Samadhi Zendejas : Candelaria Cruz
- Enrique Montaño : Santiago
- Miranda Coiman : Naty Cruz
- Isabel Moreno : Doña Cata
- Eduardo Serrano : Don Joaquin
- Rolando Tarajano : Rubén Perales
- Luis Carreño : Médecin
- Jalymar Salomon : Loreto Vargas
- Yina Vélez : Clara

12. Seulement de Harp
- Laura Flores : Lupe
- Bobby Larios : Ramón González
- Paulina Matos : Lorena González
- Eduardo Ibarrola : Don Miguel
- Martín Fajard : Alberto González
- John Diaz : Uriel González
- Frank Fernandez : Leonardo

13. Un miracle dans la cuisine
- Keller Wortham : John
- Isabella Castillo : Marina
- Rafael Romero : Iturralde Pérez
- Victor Corona : Pedro
- Anastasia Mazzone : Martha Ramirez
- Patrcia Alvarez : Mère de Marina

14. Une surprise pour Elisa
- Natasha Domínguez : Elisa Romero
- Gabriel Rossi : Mike
- Ricardo Alamo : Manny
- Silvana Arias : Lolita
- Carlos Acosta-Milian : Le client
- Luke Grande : Les noix
- Steven Chapman : Joe
- Manolo Coego, Jr. : Don José Ángel
- Marie Ann De Armas : Sœur de Mike
- Cristina Figarola : Licenciada Luz Becerra
- Eunice Navares : Doña Ximena
- Rosalinda Serfaty : Beverly Wallis

15. In-Joyeux Noël
- Gabriel Porras : José Vargas
- Sabrina Seara : Carol Smith
- Javier Valcárcel : Christopher Smith
- Ana Sobero : María Vargas
- Guillermo Hernandez-Yeo : Père de José
- Adrian J. Matos : Frère de José
- Beatriz Monroy : Mère de José
- Karla Peniche : Jesusita Vargas
- Gonzalo Zulueta : Nick Smith

16. Lolita
- Elizabeth Gutierrez : Lolita Martínez
- Samantha Siqueiros : Kathy Martínez
- Martha Mijares : Doña Roberta Martínez
- Javier Valcárcel : John Louis
- Tangi Colombel : Officier Johnson
- Federico Diaz : Officier Mike Charles
- Rodolfo Salas : Officier James
- Ed Trucco : Tom
- Gonzalo Zulueta : Tom (Jeune)

17. Maman et moi arrivons
- Alexandra Pomales : Karen Diaz
- Sandra Destenave : Elizabeth Castro
- Fabian Pizzorno : Frank Castro
- Ana Sobero : Marisela Diaz
- Anthony Alvarez : Tomás
- Andy Guze : Pilote
- Hijuelos du Kenya : Melissa
- Edward Nutkiewick : Juge
- Isabella Rivera : Sofia Diaz
- Rosalinda Serfaty : Bureau Comas

18. Frères
- Pepe Gámez : Jerry
- Stephanie Arcila : Rosa
- Beto Ruíz : Damián
- Lilian Tapia : Toña
- Leonardo Daniel : Don José Romero

19. Ferveur la veille de Noël
- Marisela González : Rocío Sánchez
- Vico Escorcia : Margarita Sánchez
- Carlos Elías Yorvick : Fermin Acevedo
- Rogelio T. Ramos : César Sánchez
- Danny Pardo : José
- Roberto Arrizon : Pandillero
- Lina Contreras : Lilian
- Luis Richard Gómez : Voyou
- Valentín Guereque : Les noix
- Monse Maldonado : Gangster

20. Chienne Noël
- Alicia Machado : Juana León
- Jesús Moré : Ronald
- Tina Romero : Sofia
- Hope Diaz : Juge
- Paul Guerra : Ami de Juana
- Ernesto Reyes : Ami de Juana
- Alex Ruiz : Manolo